# Lucius Rutilius Propinquus
Lucius Rutilius Propinquus war ein im 2. Jahrhundert n. Chr. lebender römischer Politiker.
Durch Militärdiplome, die z. T. auf den 29. Juni 120 datiert sind, ist belegt, dass Propinquus 120 zusammen mit Gaius Quinctius Certus Poblicius Marcellus Suffektkonsul war; die beiden Konsuln übten ihr Amt vermutlich von Mai bis Juni aus. Sie sind in dieser Funktion auch durch die Arvalakten nachgewiesen.